# Faculté de gestion et d'économie de l'Université de technologie de Gdańsk
 (janvier 2025).
 (janvier 2025).
Si vous disposez d'ouvrages ou d'articles de référence ou si vous connaissez des sites web de qualité traitant du thème abordé ici, merci de compléter l'article en donnant les références utiles à sa vérifiabilité et en les liant à la section « Notes et références ».

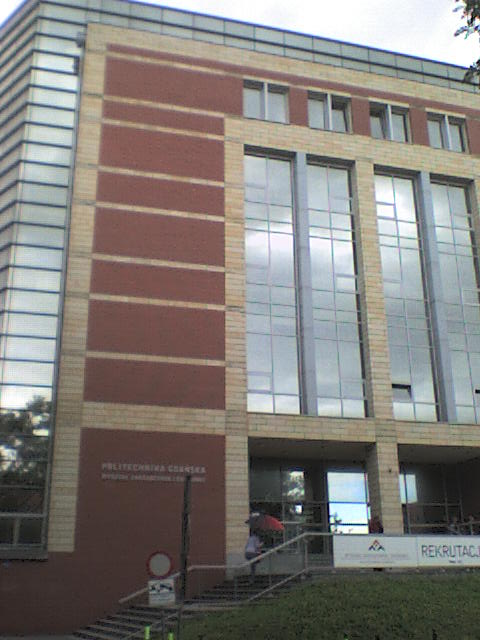
Le bâtiment de la Faculté de Gestion et d'Économie de Gdańsk Tech

La Faculté de gestion et d'économie (en polonais Wydział Zarządzania i Ekonomii (WZiE)) est l'une des facultés de l'École polytechnique de Gdańsk. La faculté est membre d'institutions internationales telles que European Foundation for Management Development (EFMD) et Baltic Management Development Association (BMDA). La faculté fait partie des meilleures unités académiques en Pologne. En 2017, elle a obtenu l'accréditation de catégorie A dans la discipline d'économie, ainsi que de sciences de la gestion et de la qualité, décernée par le Comité d'évaluation des unités scientifiques[source insuffisante].

## Histoire
La faculté a été fondée en 1993 par la fusion du Département d'Organisation et de Conception des Systèmes de Production de la Faculté de Mécanique et de l'Institut des Sciences Économiques et Humaines.
Depuis 1994, la faculté a le droit de décerner le diplôme de docteur dans le domaine des sciences économiques, dans la discipline d’économie, et depuis 2009, dans la discipline des sciences de gestion. En 2012, la faculté a obtenu le droit d'habilitation en sciences économiques (discipline : d’économie)[source insuffisante] et, en 2015, les pleins droits académiques dans la discipline des sciences de la gestion[source insuffisante].
Le siège de la faculté est situé au 79 rue Traugutta, à Wrzeszcz, un quartier de Gdańsk. Le bâtiment a été construit au pied de la Colline de la Potence (Szubieniczna Góra).

## Programmes d'étude
Études de premier cycle :[source insuffisante]
- Analyse économique
- Analyse commerciale en ligne75
- Économie
- Ingénierie des données (en anglais)
- Gestion de l'ingénierie
- Gestion de l'ingénierie en ligne75
- Management / Bachelor en Management (en anglais)

Études de deuxième cycle [source insuffisante] :
- Analyse économique
- Analyse économique en ligne
- Analyse économique / Economic Analytics (en anglais)
- Gestion
- Gestion / International Management (en anglais)
- Gestion en ligne75

Études postuniversitaires [source insuffisante] :
- Plus de 30 programmes dans les domaines de la gestion, des finances, des technologies de l'information et autres

Programme MBA et International MBA in Strategy, Programme and Project Management [source insuffisante]
- confirmé par l'accréditation internationale AMBA

Études de troisième cycle :
- économie
- sciences de gestion et de qualité

## Départements
- Département d'Économie
- Département des Finances
- Département de Philosophie et de Méthodologie des Sciences
- Département d'Ingénierie de la Gestion et de la Qualité
- Département d'Informatique en Gestion
- Département de Marketing
- Département d'Entrepreneuriat
- Département de Statistique et d'Économétrie
- Département de Gestion
- Section des Études Orientales
- Section de Gestion Algorithmique

## Doyens
- prof. Piotr Dominiak (1993-1999, 2005-2012)
- Dr habil. Bolesław Garbacik, prof. associé PG (1999-2005)
- Dr habil. Julita Wasilczuk, prof. associée PG (2012-2020)
- Dr habil. Małgorzata Gawrycka, prof. PG (depuis 2020)

## Organisations étudiantes
- Data Science Club
- Cercle scientifique des Finances et de la Banque « PROFIT»
- Cercle scientifique de la Qualité et de la Productivité
- Cercle interfacultaire de Gestion de Projet
- Cercle scientifique Sensoris
- Cercle scientifique d'Analyse Socio-Économique ECONOPTICS
- Cercle scientifique du Marketing MarketWave
- Cercle scientifique de l'Innovation
- Cercle scientifique du laboratoire de l'Entrepreneuriat
- Cercle scientifique cinématographique « Kino Europa »